# Universidade Estatal de Erevã
A Universidade Estatal de Erevã (YSU; em armênio/arménio:  Երևանի Պետական Համալսարան, ԵՊՀ, transl. Yerevani Petakan Hamalsaran, EPH), também simplesmente Universidade de Erevã, é a mais antiga universidade pública em operação contínua na Armênia. Fundada em 1919, é a maior universidade do país. Dos 3.150 colaboradores, 1.190 compõem o corpo docente que inclui 25 acadêmicos, 130 professores, 700 docentes (professores associados) e 360 assistentes. A universidade tem 400 pesquisadores, 1.350 alunos de pós-graduação e 8.500 alunos de graduação, incluindo 300 alunos do exterior.
O ensino é em armênio, mas o ensino em russo e inglês para estudantes estrangeiros é organizado de acordo com a necessidade. O ano letivo vai de 1º de setembro a 30 de junho. Em 2010, de acordo com o University Ranking by Academic Performance (URAP), é a universidade com melhor classificação na Armênia e a 954ª no mundo, de 20 mil instituições incluídas na lista.